# Al-Biruni
Abu Rayhan al-Biruni (Beruniy, Uzbekistan, 973. – Gazni, Afganistan, oko 1050.) - iranski učenjak i polimat u doba islamskoga zlatnoga doba. Nazivaju ga "utemeljiteljem indologije", "ocem usporedne religije", "ocem moderne geodezije" i prvim antropologom.
Rođen je u gradu Kathu u Horezmu na području današnjega Uzbekistana. Danas se taj grad po njemu zove Beruniy.
Al-Biruni je bio dobro upućen u fiziku, matematiku, astronomiju i prirodne znanosti, a istaknuo se i kao povjesničar, kronolog i lingvist. Proučavao je gotovo sve znanosti svog vremena i bio je obilno nagrađen za svoje neumorno istraživanje u mnogim poljima znanja. Plemići i drugi moćni članovi društva financirali su Al-Birunijeva istraživanja i tražili ga da proučava određena područja. Al-Biruni je i sam bio pod utjecajem učenjaka drugih naroda, poput Grka, od kojih je crpio inspiraciju kada se okrenuo proučavanju filozofije. 
Kao daroviti jezikoslovac, poznavao je velik broj jezika kao što su: hvarizmijski dijalekt perzijskoga (njegov materinji jezik), perzijski, arapski, sanskrt, a znao je i grčki, hebrejski i sirijski. Pisao je na arapskom. Veći dio života proveo je u Gazni, tada glavnom gradu Gaznavida, u današnjem središnjem i istočnom Afganistanu. Godine 1017. otputovao je na indijski potkontinent i napisao raspravu o indijskoj kulturi pod naslovom „Tārīkh al-Hind” (Povijest Indije), nakon što je istražio hinduističku vjeru. Pamti se i kao prvi musliman koji je izučavao indijsku religiju i filozofiju.
U matematici je opisao geometrijsku trigonometriju. Njegova knjiga „At-Tafhim” godinama je predstavljala osnovni udžbenik iz matematike. U području geografije je relativno točno izračunao obujam ekvatora, napravio je prvi globus i predstavio podlogu za računanje daljine između mjesta. Izračunao je specifične težine dragog kamenja i metala.
U filozofiji se bavio Aristotelovom logikom. Dopisivao se s Ibn Sinom, što je bilo značajno za razvoj dijalektičke misli.
On je za svoje vrijeme bio izvanredno nepristran pisac o običajima i vjeroispovijesti različitih nacija, njegova znanstvena objektivnost stekla mu je titulu al-Ustadh ("Majstor") u znak priznanja za njegov izvanredan opis Indije s početka 11. stoljeća. Bio je jedan od najvažnijih enciklopedista svog vremena.
Napisao je čak 185 naslova – knjiga i traktata o prirodnim i društvenim znanostima. Sačuvano je samo 28 djela.
Astronomijom se počeo baviti već sa sedamnaest godina. Jedan krater na Mjesecu je dobio ime po njemu. U području astronomije učinio je jako mnogo. Raspravljao je o rotaciji Zemlje i kretanjima planeta u svemiru. Tvrdio je, da se planeti kreću. Ta tvrdnja je tek kasnije priznata i to dugo nakon njegove smrti. Izračunao je udaljenost između pojedinih zvijezda. Nacrtao je pomrčine, a pomrčinu Mjeseca koristio je, da izračuna razliku dužina na površini Zemlje. Na ovaj način je egzaktno izračunao daljinu između dva mjesta u današnjem Iranu.
U djelu o farmakologiji, ponudio je model inovativne podjele lijekova, detaljno je opisao razne vrste lijekova i razmotrio njihove praktične razlike, te također iznio komparativni pregled starogrčkih, sirijskih, perzijskih i arapskih naziva ljekovitih biljaka i minerala.
Zbog njegovih brojnih, detaljnih i urednih istraživanja na polju mjerenja dužine i širine i prikazivanja raznih područja, ali i same zemaljske kugle i njenih geodinamičkih pojava, nazvali su ga osnivačem geodezije. U Iranu se rođendan Al-Birunija slavi kao dan geodetskih inženjera. 